# Titularbistum Nova Germania
Nova Germania ist ein Titularbistum der römisch-katholischen Kirche und hatte seinen Bischofssitz in der historischen Landschaft Numidien, dem heutigen Gebiet in Ost-Algerien und Tunesien.
| Titularbischöfe von Nova Germania |                            |                                                                                    |                |                 |
| Nr.                               | Name                       | Amt                                                                                | von            | bis             |
| 1                                 | Hugo Eduardo Polanco Brito | Weihbischof in Nuestra Señora de la Altagracia en Higüey (Dominikanische Republik) | 14. März 1966  | 20. Januar 1970 |
| 2                                 | Carmelo Cassati MSC        | Weihbischof in Pinheiro Prälat von Pinheiro (Brasilien)                            | 27. April 1970 | 26. Mai 1978    |
| 3                                 | Paul Wehrle                | Weihbischof in Freiburg (Deutschland)                                              | 14. April 1981 |                 |